# Hermann Balthasar Buch
Hermann Balthasar Buch (* 30. Dezember 1896 in Niederhöchstadt; † 10. Juli 1959 in Kronberg im Taunus) war ein deutscher SS-Hauptscharführer, der im Frühjahr 1944 Lagerführer des „Zigeunerlagers Auschwitz“ war.

## Leben
Buch war vor dem Zweiten Weltkrieg als kaufmännischer Angestellter tätig. Von August 1939 bis Mitte April 1942 war er Soldat der Wehrmacht, danach seit dem 25. April 1942 bei der Waffen-SS. Zunächst war Buch im KZ Ravensbrück bei den SS-Totenkopfverbänden als Wachmann eingesetzt. Dort lernte er die Aufseherin Luise Lehmann (20. Juni 1913 – 3. Juni 1948), geborene Nitka, kennen und heiratete diese im Juli 1943. Das Paar bekam einen Sohn. Lehmann war im Frauenkonzentrationslager Ravensbrück eine berüchtigte Aufseherin im Strafblock gewesen, den sie ab Mai 1943 mit Unterbrechungen leitete.
Ende Februar 1943 wurde Buch in das KZ Auschwitz versetzt, wo er zunächst der Wachmannschaft im KZ Auschwitz-Monowitz angehörte. Von Ende Januar bis Ende April 1944 war er Leiter des „Zigeunerlagers Auschwitz“. Danach erfolgte ein mehrwöchiger Einsatz im Außenlager Bobrek des KZ Auschwitz. Danach war er Kommandoführer in den Krematorien des KZ Auschwitz-Birkenau.
Nach der Räumung des KZ Auschwitz Mitte Januar 1945 folgten noch Einsätze im KZ Groß-Rosen und zuletzt im KZ Mauthausen. Bei Kriegsende befand er sich als Angehöriger der Waffen-SS noch im Kriegseinsatz.
Nach Kriegsende wurde Buch interniert und schließlich als Angehöriger der Lager-SS in Auschwitz nach Polen überstellt. Am 22. Januar 1948 wurde er in Krakau zu sechs Jahren Gefängnis, fünf Jahren Verlust der bürgerlichen Ehrenrechte und Einzug seiner Vermögenswerte verurteilt. Nach der Haftverbüßung in Polen und Rückkehr nach Deutschland war er wieder als kaufmännischer Angestellter tätig.